# Ukrainian Journal of Educational Studies and Information Technology
«Ukrainian Journal of Educational Studies and Information Technology» — рецензований науковий часопис, присвячений сучасним інформаційним технологіям і актуальним проблемам освіти.
Журнал публікує змістовні статті, які презентують результати досліджень з проблем сучасної професійної освіти, результати теоретичних й експериментальних досліджень у галузі педагогіки, а також міждисциплінарних проблем.

### Історія
Заснований у 2015 році.
З 2016 року індексується у ICI Journal Master List. У 2018 році Index Copernicus Value (ICV) дорівнював 86,29  [Архівовано 30 січня 2019 у Wayback Machine.].
З 2017 року виходить 4 рази на рік.
З 2018 увійшов до Directory of Open Access Journals та внесений до бази даних цитувань CrossRef [Архівовано 6 листопада 2019 у Wayback Machine.].
З січня 2019 року журнал доступний за новою адресою [Архівовано 31 січня 2019 у Wayback Machine.]

## Цілі та проблематика[5]
- використання ІКТ у навчанні, наукових дослідженнях, управлінні освітою й ін.;
- наукові, методичні, організаційні й технологічні проблеми створення та застосування програмних засобів навчального призначення для закладів освіти;
- актуальні тенденції розвитку професійної освіти;
- взаємозв'язок професійної освіти з іншими науками;
- теорія та практика професійної освіти;
- теорія та методика вивчення окремих дисциплін у системі професійної освіти;
- дидактичні основи застосування педагогічних технологій при вивченні окремих дисциплін у системі професійної освіти;
- стандартизація та керування якістю у професійній освіті;
- психолого-педагогічні засади професійного розвитку особистості майбутнього фахівця;
- наукові, методичні й організаційні проблеми безперервної підготовки та перепідготовки фахівців у галузі комп'ютерних наук, а також підготовки майбутніх учителів і викладачів інформатики для загальноосвітньої та вищої школи;
- наукові, методичні, організаційні та технологічні проблеми адаптації системи підготовки спеціалістів з ІКТ до вимог сучасного ринку праці.

## e-ISSN
2521—1234